# TMNT (film)
TMNT är en datoranimerad film från företaget Imagi Animation Studios. Den är baserad på berättelserna om de fyra fiktiva mutantsköldpaddorna Teenage Mutant Ninja Turtles. Filmen hade biopremiär i USA den 23 mars 2007.
Filmen var den första långfilmen om Teenage Mutant Ninja Turtles sedan 1993 då Teenage Mutant Hero Turtles III hade premiär . Filmen är en uppföljare på Teenage Mutant Ninja Turtles I och lite på Teenage Mutant Ninja Turtles II - Kampen om Ooze.
I USA och Storbritannien blev filmens åldersgräns PG (tillåten i vuxet sällskap), satt av organisationerna MPAA (USA) och BBFC (Storbritannien). MPAA:s motivering till åldersgränsen är milt actionvåld, monster som kan skrämma småbarn och mild råhumor.
På den första filmaffischen syns Leonardo hålla ett av sina katana. Från början var 30 mars 2007 tänkt som premiärdatum, varför tidigare reklamaffischer anger detta datum.

## Handling
Filmen börjar med legenden om en mäktig krigsherre och hans fyra generaler, som upptäcker en port till en annan dimension, där det sägs finnas stora krafter. Vid portöppningen utlovas krigsherren odödlighet om hans generaler förstenas, och ut släpptes 13 monster. Hans armé besegrades enkelt och monstren härjar i världen i tusentals år.
I nutiden har sköldpaddorna, efter att ha besegrat sin ärkefiende Shredder, blivit mer fristående från varandra. Splinter har skickat Leonardo på träning, och han har rest runt i världen den senaste året, blivit skickligare och nu nått Centralamerika. De övriga sköldpaddorna finns kvar i New York; Donatello arbetar som IT-specialist och är sköldpaddornas de facto-ledare och Michelangelo har tagit jobb som underhålla på barnkalas. Raphael har gett sig ut på gatorna om nätterna som maskerad bekämpare av brottslingar. April O'Neil har slutat som journalist och arbetar nu inom arkeologi tillsammans med sin pojkvän Casey Jones.
På en resa inom arbetet åker April till Centralamerika, där hon stöter på Leonardo. Hon ber Leonardo att återvända, men han säger att han måste träna färdigt. April återvänder hem med en stenstaty åt hennes kund Maximillion Winters, en mäktig VD för ett finansimperium. Statyn är egentligen en av de fyra generalerna från legengen, vilka Maximillion Winters har samlat. Återigen ger Maximillion Winters statyerna liv, och förklarar att han var en odödlig krigsherre genom historien. Maximillion Winters tar sedan hjälp av Fotklanen ledd av Karai, Shredders unge kvinnliga skyddsling.
Leonardo återvänder dock till New York, där han stöter på en ilsken Raphael. Under träning stöter sköldpaddorna på ett av de 13 monstren, vilka slåss mot Fotklanen. Då Fotklanen är chanslösa anländer de fyra stengeneralerna och besegrar monstren. Medan sköldpaddorna återvänder till kloakerna fångas mer monster. Då Casey och Raphael stöter på generalerna, känner Casey Jones igen en av dem som statyn han och April levererat. April minns legenden och får reda på Maximillion Winters sanna identitet.
Raphael sticker iväg för att "jobba," mycket till Splinters förfäran. Leonardo går ut för att finna Raphael och stöter på "Nattväktaren". Ett slagsmål utbryter och Leonardo får reda på Nattväktarens identitet. En het diskussion uppstår, och övergår snart i slagsmål där Raphael bryter Leonardos svärd. Leonardo faller och under en tids eftertanke inser Raphael att han gjorde "fel" och springer iväg. Generalerna anländer och tar en obeväpnad Leonardo till fånga. En ångerfull Raphael återvänder hem efter att ha misslyckats med att hjälpa sin bror, och tillsammans beslutar de sig för att rädda Leonardo.
Nu då alla 13 monster samlats avslöjas Maximillion Winters sanna plan. Han planerar att öppna porten igen efter 3 000 år, upphäva sin och hans generalers odödlighet så att monstren kan återvända dit de tillhör. Generalerna har tänkt att sabotera hans planer genom att inkorrekt säga att Leonardo är det 13:e monstret. Maximillion Winters får reda på det och försöker övertala generalerna att hitta det riktiga monstet, men de vägrar.
Samtidigt pågår en strid utanför där sköldpaddorna slåss mot en armé av Fotsoldater för att rädda Leonardo. Sköldpaddorna är framgångsrika, och Raphael ger Leonardo ett nytt par svärd. Gänget upptäcker Maximillion Winters avsikt; April, Casey och Fotsoldaterna (ledda av Karai) ger sig av för att hitta det 13:e monstret medan sköldpaddorna och Splinter slåss mot generalerna. Det 13:e monstret hittas slutligen, och porten stängs då det sista monstret och generalerna kastas in i den. Trollformeln bryts, och Maximillion Winters dör fridfullt.
Karai och Fotklanen sticker iväg, men inte förrän sköldpaddorna varnat dem att de kommer att stöta på några "välbekannta ansikten från förr." Sköldpaddorna återvänder sedan hem, patrullerar i New York och återupptar sin träning tillsammans.

## Originalröster
- Mako - Splinter
- Patrick Stewart - Max Winters
- Sarah Michelle Gellar - April O'Neil
- Chris Evans - Casey Jones
- Zhang Ziyi - Karai
- Kevin Smith - kock
- Frank Welker - General Mono
- Fred Tatasciore - General Gato
- Paula Mattioli - General Serplente
- Kevin Michael Richardson - General Aguila
- James Arnold Taylor - Leonardo
- Mikey Kelley - Michelangelo
- Nolan North - Raphael
- Mitchell Whitfield - Donatello

## Svenska röster
- Nick Atkinson - Leonardo
- Leo Hallerstam - Raphael
- Gabriel Odenhammar - Donatello
- Kim Sulocki - Michelangelo
- Sharon Dyall - April O'Neil
- Andreas Nilsson - Casey Jones
- Guy de la Berg - Splinter
- Ewa Fröling - Karai
- Andreas Svensson - General Gato
- Adam Fietz - General Aguila

## Produktion
De tre första långfilmerna lanserades av New Line Cinema åren 1990, 1991 och 1993. De var spelfilmer. Lanseringen av en datoranimerad film meddelades första gången år 2000, med John Woo som projektledare. Filmen fastnade dock vid utvecklingsstadiet och John Woo övergick till andra projekt.
TMNT skiljer sig från föregångarna genom datoranimeringen. Författaren/regissören Kevin Munroe, som tidigare arbetat med datorspel, serien och tecknade TV-serier sade att han ville ha en helt datoranimerad film istället för spelfilm. Producenten Tom Gray förklarade att orsaken till att man övergav spelfilmen var den höga budgeten för de tidigare filmerna, och då varje film blivit dyrare än föregångaren blev en datoranimerad film verklighet. Golden Harvests rättigheter gick ut och på ett animseringsföretag sa Gray att frågan om att göra en datoranimerad film ställdes 2004.
Innan Kevin Munroe anställdes som regissör och författare, behövde Munroe först godkännande av TMNT-seriens ena skapare Peter Laird. Munroe tog med sig det första numret av TMNT-serietidningarna för Laird att signera. Efter en dags diskussioner med Laird, lämnade Munroe mötet osäker om han kunde göra filmen. Senare öppnade han serietidningen och såg en teckning på Raphael som Laird ritat, med orden "Dear Kevin...make a good movie...or else."
Munroe ville att filmen skulle handla om då sköldpaddorna kommit hem från ett rymdäventyr, och blivit mer fristående från varandra. Då han utvecklade filmmanuset ville han ha en mindre ljus ton och "mindre Cowabunga" och istället de mörkare teman som finns i originalserietidningarna, i hopp om att nå en äldre publik. Munroe sade att både design och animering skulle efterlikna dessa serietidningar.
Produktionen av filmen började den 20 juni 2005, med en beräknad budgetmellan $35 till 40 miljoner, andra källor sa $34 miljoner. Utvecklingen och förproduktionen skedde i Imagis anläggningar i Los Angeles, och mycket av animeringen producerades i Hongkong, och efterproduktionen i Hollywood. För designing av New York-bakgrunden ritade Simon Murton Manhattans berömda skyline och stadsmiljö.
Röstläsarna var främst nya, jämfört med de tidigare filmerna, från vilka Jim Cummings är den ende att medverka i denna film. Cummings hade tidigare arbetat som röstskådespelare i 1987 års tecknade TMNT-serie, där han läste Leatherheads röst.
På San Diego Comic-Con den 20 juli 2006 meddelades att Mako Iwamatsu skulle läsa Splinters röst. Han avled dagen därpå. Det har meddelats att han redan läst in rösten, och TMNT blev därmed hans sista film. Därmed blev det den andra TMNT-filmen att innehålla en tillägnan, den andra filmen innehölla en tillägna Jim Henson.

## Marknadsföring
Den första postern innehöll logtypen från 2003 års TV-serien från, vilken senare övergavs för att 2004 återupptas. Förutom huvudpostern användes flera olika för sköldpaddorna.
I samband med Comic-Con 2006 fanns en preview med Splinters röst med bilder på monster, djungelområden, Fotsoldater, komiska scéner och liknande.
Trailern släpptes i juli 2006.
Snabbmatskedjan McDonald's marknadsförde filmen med åtta leksaker att samla om man åt Happy Meal.
Det finns också en romanform baserad på filmen.
Filmen var ursprungligen tänkt att ha premiär i USA och Kanada den 30 mars 2007, samma datum som den första TMNT-filmen hade premiär 1990. Dock kolliderade det med premiären för Disneyfilmen Meet the Robinsons och premiären tidigarelades en vecka.

## Datorspel
- TMNT släpptes den 20 mars 2007, och hade också familjetemat, precis som filmen.
- TMNT: the Power of 4 släpptes 2007 som mobilspel.

## Mottagande
SuperHeroHype.com gav filmen 7 av 10 möjliga poäng, då filmen ansågs ha bra balans mellan "mörka" teman och barnvänlighet. IGN.com gav den också 7 av 10 möjliga poäng, och kallade den för "den hittills bästa filmen om Teenage Mutant Ninja Turtles." Filmen fick också 8 av 10 möjliga poäng av JoBlo.com, [CHUD] och and [Moviesonline]. Tros mindre problem med desginen av mänskliga karaktärer, prisades filmen för sin unika animeringsstil, toppröster och karaktärsbaserad historia. De kallade den en bra pånyttfödelse av TMNT-fenomenet och att den når publiken den vill ha. Sidor om serie- och tecknad film, som Newsarama, Comic Book Resources och Toon Zone gav också bra kritik.
Mainstreamkritiker var mindre imponerade av filmen, och den fick bara 32% av Rotten Tomatoes. Kritiker framhävde bristen på originalitet. Användare på RottenTomatoes.com gav dock filmen 69% (29 augusti 2007)
Filmen rankades som etta i USA under premiärveckosluet, och slog ut 300 (de två föregående veckornas toppfilm), The Last Mimzy, Shooter, Pride, The Hills Have Eyes 2, och Reign Over Me. Weekend bedömde att filmen bringade in $25,45 miljoner under veckosluet 23-25 mars 2007. The film grossed over $95 million worldwide during in its 91 day run in theaters.

## Video
Filmen släpptes den 7 augusti 2007 till DVD, HD DVD och Blu-ray Disc.
DVD-versionen innehåller följande bonusmaterial.
- Kommentar av författare/regissör Kevin Munroe
- Alternativ början och alternativt slut
- Borttagna scéner
- Jämförelser av och CG
- Intervjuer med Voice Talent

## Uppföljare
I en intervju med Kevin Munroe förklarade han att han önskade regissera en uppföljare, med Shredders återkomst. I juli 2008 uppdaterade Playmates sin officiella Internetsida och meddelade att Mirage Licensing förhandlade med flera företag om en nya film 2010.

### Fotnoter
1. ↑  ”TMNT” (på engelska). Box Office Mojo. 22 mars 2007. http://www.boxofficemojo.com/movies/?id=tmntcg.htm. Läst 28 augusti 2016.
2. ↑  Yahoo! Movies: Movie News
3. ↑  TMNT (2007)